# Флавій Аніцій Пробін
Флавій Аніцій Пробін (*Flavius Anicius Probinus, д/н — після 397) — державний діяч Римської імперії.

## Життєпис
Походив зі знатного роду Публіліїв-Петроніїв. Син Секста Клавдія Петронія Проба, консула 371 року, і Аніції Фальтонії Проби. З огляду на більш знатний, патриціанський рід матері, взяв її номен.
У 395 році призначається консулом разом зі своїм братом Флавієм Аніцієм Гермогеніаном Олібрієм. Поет Клавдіан присвятив їм «Панегірик консулам Пробін і Олібрій». Граматик Арузіан Месій присвятив братам свій твір «Приклади виразів».
У 396—397 роках перебував на посаді проконсула Африки. У 397 році разом з братом Олібрієм отримали лист від Квінта Аврелія Сіммаха, що є останньою письмовою згадкою про Пробіна. Подальша доля невідома.

## Родина
Дружина — Флавія Магна, донька узурпатора Магна Максима
Діти:
- Петроній Максим, імператор Західної Римської імперії